# Judy Herrera
Jude Herrera es una actriz estadounidense. Ella estudió drama en AMDA en Nueva York.

## Filmografía

### Películas
- Inhale (2010)
- Living Hell (Organizm) (Televisión) (2008)
- Tortilla Heaven (2007)
- The Flats (2002)
- The Doe Boy (2001)
- Tortilla Soup (2001)
- The Independent (2000)
- The Green Mile (1999) (escenas suprimidas)
- Restons Groupés (1998)
- East of Hope Street (1998)
- Melting Pot (Race) (1998)
- The Postman o Mensajero del futuro (1997)
- Blue Rodeo (Televisión) (1996)

## Televisión
- Wildfire (2006)
- Walker Texas Ranger (1999)
- Urgencias (1997)